# 弗拉迪米尔·察尔德尔
弗拉迪米尔·察尔德尔（捷克語：Vladimír Caldr，1958年11月26日—），捷克男子冰球运动员。他曾代表捷克斯洛伐克国家队参加1984年冬季奥林匹克运动会冰球比赛，获得一枚银牌。